# Ферокактус
Ферока́ктус (лат. Ferocactus) — род растений семейства Кактусовые (Cactaceae) из Северной Америки.

## Название
Название происходит от латинского слова «ferus» — дикий, жестокий.

## Биологическое описание
Растения шаровидной или цилиндрической формы, нередко крупные (до 4 м в высоту и 1 м в диаметре). Рёбра толстые и высокие, колючки хорошо развитые, прямые либо крючковидные, часто ярко окрашенные (красные или жёлтые); ареолы обычно крупные, несущие цветки только в молодом возрасте. Цветки обычно крупные, с очень короткой трубкой, диаметром до 7 см, различных оттенков жёлтого и красного цвета, появляются только на старых растениях. Плоды продолговатые, обычно толстостенные и сухие, семена чёрные.

## Распространение и экология
Родина — США (Юта, южная Невада, Техас, Нью-Мексико, южная и юго-восточная Калифорния), Мексика (Нижняя Калифорния и близлежащие острова, Сонора, Синалоа, Чиуауа, Дуранго, Тамаулипас, Сан-Луис-Потоси, Идальго, Керетаро, Пуэбла, Оахака).

## Значение и применение
Ферокактусы представляют интерес с точки зрения коллекционирования. Наибольшую популярность имеют виды с крупными и яркими колючками.

## Выращивание в культуре
В культуре требуют специальных знаний и тщательного соблюдения условий содержания. Не годятся для выращивания на окнах. Обязательно интенсивное солнечное освещение. Необходимо большое пространство для роста корней, хорошо дренированная почва с достаточным содержанием минеральных веществ. Зимовка совершенно сухая и холодная. Прививка не производится, так как искажает внешний вид, но не приносит значительной пользы.

## Классификация
Старейший из описанных видов рода — Ferocactus nobilis, который был собран в Мексике Уильямом Хьюстоном до 1733 года. Он был описан Филипом Миллером в «Gardeners’ Magazine», издание 7, в 1759 году. На этом описании Карл Линней основал свой Cactus nobilis в 1767 году (Mantissa 243), и Миллер в 1768 году (Gard. Mag.) свой Cactus recurvus.

### Виды
Таксономия рода продолжает претерпевать изменения, количество видов варьирует у разных авторов.
- Ferocactus alamosanus (Britton & Rose) Britton & Rose, 1922
- Ferocactus chrysacanthus (Orcutt) Britton & Rose, 1922
- Ferocactus coloratus H.E.Gates
- Ferocactus cylindraceus (Engelm.) Orcutt, 1926
  - (syn. F. acanthodes (Lem.) Britton & Rose)
- Ferocactus diguetii (F.A.C.Weber) Britton & Rose, 1922
- Ferocactus eastwoodiae (L.D.Benson) L.D.Benson, 1982
- Ferocactus echidne (DC.) Britton & Rose, 1922
- Ferocactus emoryi (Engelm.) Orcutt, 1926
  - [syn.  Ferocactus covillei Britton & Rose]
  - [syn.  Ferocactus rectispinus (Engelm.) Britton & Rose]
  - [syn. Ferocactus emoryi subsp. rectispinus (Engelm.) N.P.Taylor]
- Ferocactus flavovirens (Scheidweiler) Britton & Rose, 1922
- Ferocactus fordii (Orcutt) Britton & Rose, 1922
- Ferocactus glaucescens (DC.) Britton & Rose, 1922
- Ferocactus gracilis H.E.Gates, 1933
  - [syn.  Ferocactus coloratus H.E.Gates]
  - [syn.  Ferocactus gatesii G.E.Linds.]
- Ferocactus hamatacanthus (Muehlenpf.) Britton & Rose, 1922
- Ferocactus herrerae J.G.Ortega, 1927
- Ferocactus histrix (DC.) G.E.Linds., 1955
- Ferocactus horridus Britton & Rose
- Ferocactus johnstonianus Britton & Rose, 1923
- Ferocactus latispinus (Haw.) Britton & Rose, 1922
  - [syn.  Ferocactus nobilis (L.) Britton & Rose]
- Ferocactus lindsayi Bravo, 1966
- Ferocactus macrodiscus (Martius) Britton & Rose, 1922
- Ferocactus peninsulae (F.A.C.Weber) Britton & Rose, 1922
- Ferocactus pilosus (Galeotti ex Salm-Dyck) Werderm., 1933
  - [syn.  Ferocactus stainesii (Salm-Dyck) Britton et Rose 1922]
- Ferocactus pottsii (Salm-Dyck) Backeb., 1961
- Ferocactus robustus (Pfeiffer) Britton & Rose, 1922
- Ferocactus santa-maria Britton & Rose, 1922
- Ferocactus schwarzii G.E.Linds., 1955
- Ferocactus setispinus (Engelm.) E.F.Anderson
- Ferocactus tiburonensis (G.E.Linds.) Backeb., 1961
- Ferocactus townsendianus Britton & Rose, 1922
- Ferocactus uncinatus (Galeotti) Britton & Rose
- Ferocactus victoriensis (Rose) Backeb.
- Ferocactus viridescens (Torr. & Gray) Britton & Rose, 1922
- Ferocactus wislizeni (Engelm.) Britton & Rose, 1922 typus[6] — Ферокактус Вислизена